# Rythme idioventriculaire accéléré
 (septembre 2012).

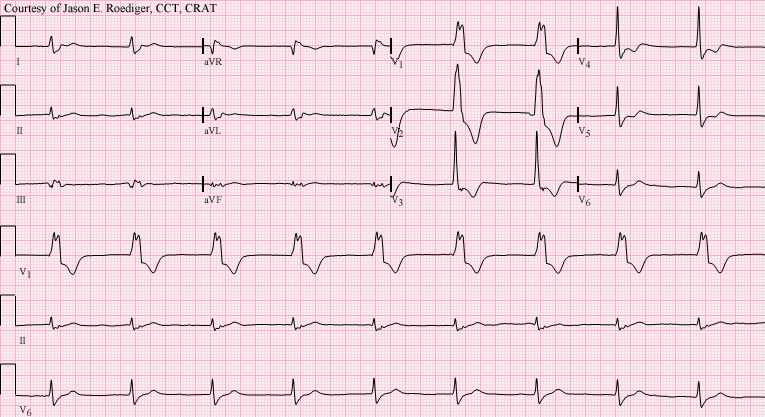
Rythme idioventriculaire accéléré (RIVA) à une fréquence de 55/min provenant vraisemblablement du ventricule gauche (VG). Notez la morphologie typique du QRS dans la dérivation V1, caractéristique d'une ectopie ventriculaire provenant du VG. Onde R monophasique avec course ascendante douce et encoche sur la course descendante (c'est-à-dire le pic gauche plus élevé ou "oreille de lapin").

Le rythme idioventriculaire acceléré (RIVA) est un trouble du rythme cardiaque ayant pour origine une activité spontanée ventriculaire. Son origine principale est le syndrome de reperfusion myocardique. En général hémodynamiquement bien toléré et spontanément régressif, il ne dégénère pas en fibrillation ventriculaire.

## Causes
On le rencontre principalement dans les infarctus du myocarde, surtout après fibrinolyse, et correspond à un trouble du rythme dit "de reperfusion".
Il est parfois rencontré lors d'autres cardiopathies, voire sur cœur sain.

## Électrocardiogramme
Le rythme est régulier, la fréquence cardiaque est comprise entre 55 et 110 battements par minute (en règle générale inférieure à 120).
Les complexes QRS sont larges, avec un aspect de « tachycardie ventriculaire lente » et dissocié des ondes P.

## Traitement
S'il est correctement toléré : abstention thérapeutique.
S'il est mal toléré : il suffit pour le réduire d’accélérer de façon prudente le rythme auriculaire par de l'atropine en cas de RIVA développé sur un fond de bradycardie sinusale. L'emploi d'anti-arythmiques est à proscrire (la lidocaïne par exemple), ceux-ci risquant d'interrompre le rythme idoventriculaire. L'installation d'un stimulateur cardiaque peut être nécessaire pour rétablir un rythme cardiaque approprié.